# بي بليد
بي بليد، هو سلسلة أنمي جمعت بين الكوميديا والرياضة والمغامرات، وتعدُّ من أكثر سلاسل الأنمي شعبيَّة إلى حدِّ الآن. نفِّذت باستديوهات Madhouse اليابانيَّة واقتبست أساسا من مانغا حملت نفس الاسم، وتدور أحداثها حول فريق من المقاتلين بمعيَّة بلابلهم المغزليَّة (Spinning Tops)، السَّابية للعقل بمقدرتها على اختزانها داخلها البيت بييست المقدسة، التي لا تعدو أن تكون أرواحا مقدَّسة لحيوانات أسطوريَّة أو حقيقيَّة ذات قوى خارقة...
يرتكز البرنامج أساسا على معارك البلابل بين الفرق المتنافسة فيما بينها لنيل بطولة العالم، ويعدُّ فريق Team BBA (فريق الأمل) الفريق الرَّئيسي الذي تتمحور حوله أحداث هذه السِّلسلة، وهو يتألَّف من كلٍّ من:
- تايسون وكينومييا (منصور)
- تاى هيواتاري (علاء)
- ري كون (ري)
- ماكس ميزوهارتا (حيان)
- كيوجو (عماد)
- دايشي سامرڤي (رمزي).

أثناء دأبهم لنيل لقب أبطال العالم للعبة البلابل، يلتقي تكاو ورفاقه عديد الأصدقاء الجدد، كذلك الأعداء والمنافسين، متغلِّبين في خضمِّ ذلك على شتَّى الصِّعاب التي تواجههم.
اقتصر انتشار بي بليد الذي كان سنة 1999 في شكل مانغا وسلسلة من الألعاب (بلابل مغزليَّة) على اليابان فقط، لكن، وبفضل ما لاقته القصص المصوَّرة التي ألَّفها تكاو أووكي من نجاح منقطع النَّظير، عمدت استديوهات Madhouse للأنمي إلى تحويلها إلى سلسلة من الرسوم المتحركة، مضفية الحركيَّة على تلك الشَّخصيَّات الورقيَّة، مضيفة الكثير من التَّعديلات التي من شأنها أن تتَّفق مع هدفها التِّجاريِّ في ترويج عملها، وعلى الرَّغم من أنَّ بي بليد قد عرض بلغته الأصليَّة في اليابان فقط، إلَّا أنَّ ذلك لم يقف حائلا دون دبلجته إلى عديد لغات العالم، كاللُّغة الإنجليزيَّة باستديوهات Nelvana بشمال أمريكا، واللُّغة العربيَّة باستديوهات Venus بسورية، ثمَّ لم تلبث أن قدَّمته العديد من الفضائيَّات كـCartoon Network وSpacetoon.
تضمنت ثلاثة أجزاء، Video Games وعددا لا حصر له من المبيعات (بلابل، حمَّآلات مفاتيح، قراطيس...)، وقد ابتدأ عرض أولى حلقات الجزء الأوَّل: Bakuten Shoot Beyblade على قناة TV Tokyo في الثَّامن من شهر كانون الثَّاني 2001]]، وانتهى عرض السلسلة، أي عرض الحلقة الأخيرة من الجزء الثَّالث:Bakuten Shoot Beyblade G Revolution في التَّاسع والعشرين من كانون الأوَّل سنة 2003 على نفس القناة، ويجدر بنا الإشارة إلى أنَّ سلسلة بي بليد قد وجِّهت أساسا إلى طلَّأب المرحلة الابتدائيَّة، ممَّا يجعلها تصنَّف ضمن Kodomo Shonen.
بي بليد مرخَّص من قبل استديوهات Nelvana بشمال أمريكا، أي الغرب، ومن قبل استديوهات Venus بسورية، أي الشرق والعالم العربي أساسا.
بالنِّسبة للمانغا التي تضمَّنت أربعة عشر مجلَّدا، فقد نشرت منها النُّسخة الأصليَّة شركة Shogakukan باليابان، كما نشرتها شركة VIZ Media بشمال أمريكا، مجرية عليها عديد التَّحويرات لكي تتماشى مع نمط العيش الغربيِ، ويجدر الإشارة إلى أنَّ أيًا من بلدان العالم العربيِ لم تنشر قصص الـمانغا لسبب غير معروف...

## حبكة المسلسل

### الجزء الأوَّل: Bakuten Shoot Beyblade
إنَّ حبكة الجزء الأوَّل من سلسلة بي بليد مستقيمة وخطِّيَّة تفتقر إلى التَّشعُّبات، وعلى الأغلب، فإنَّ Team BBA مرشَّح للفوز ببطولة العالم.
قرَّر تكاوالمشاركة في الدَّورة الرِّياضيَّة الوطنيَّة التَّأهيليَّة للعبة البلابل على أمل الفوز ليصير بذلك أفضل لاعب باليابان. حينئذ، يجد بطلنا الصَّغير نفسه ثانية وجها لوجه أمام خصمه القديم كاي، بعد أن هزم اللَّاعب الصِّينيَّ الجنسيَّة، ري كون، وقد تبيَّن للجميع إثر انتهاء المباراة النِّهائيَّة التي هزم فيها كاي على يدي تكاو بطبيعة الحال، أنَّ كليهما، إضافة إلى كلٍّ من ري وماكس، سيشكِّلون سويَّة فريق	BBA Team الذي سيمثِّل اليابان في البطولة العالميَّة المقامة بروسيا.
عندئذ، يتوجَّه أبطالنا نحو الصين ليواجهوا هناك فريق ري القديم: وايت تايجرس. ومن الواضح لنا تماما أنَّ هذا الأخير يضمر لـري الحقد والضَّغينة لأنَّه انفصل عنهم في السَّابق، ما عدا ماو شقيقة راي الصغرى، بيد أنَّه وحتَّى نهاية الدَّورة الرِّياضيَّة الصِّينيَّة، تلاشت تلك الغمامة السَّوداء بحمد الله، ليفوز بذلك أصدقاؤنا.
إثر ذلك، يصل تكاو والآخرون إلى الولايات المتحدة الأمريكية لكي يواجهوا فريق آل ستارز، الذي ترأسه الدُّكتورة جودي ميزوهارتا، والدة ماكس، بعد التَّغلُّب على هذا الفريق الذي يعتمد أساسا على الحسابات العلميَّة الدَّقيقة، وبعد جملة من الحوادث الغريبة، يجد Team BBA نفسه مجبرا وبعد القيام بجولة في أهمِّ دول أوروبا على منافسة فريق ماجيستيكس الذي يضمُّ خيرة اللَّاعبين الأوروبيِّين بغية مواصلة طريقهم نحو روسيا، أين ستقام البطولة العالميَّة...
وهكذا، ما كادوا يبلغون بلاد الثَّلج والصَّقيع، حتَّى التقوا بفريق ديموليشين بويز، أبطال روسيا للعبة البلابل، القساة والمهووسين بامتلاك القوَّة وحدها. لكنَّنا سرعان ما اكتشفنا لاحقا أنَّ فريق ديموليشين بويز لا يعدون في الحقيقة أن يكونوا أدوات يتلاعب بها سواشيرو هيواتاري (أوداس)، جدُّ كاي هيواتاري، سلاح فريق Team BBA السِّرِّيُّ، والذي يرأس في ذات الوقت منظمة بيوفولتالإجرامية، يساعده في ذلك العقل المدبِّر، المجرم المدعوُّ بوركلوف (زوركوف).
وما يزيد الطِّينة بلَّة ويعكِّر من صفو الأجواء، انضمام كاي إلى ديموليشين بويز بعد أن نجح بوركلوف في إقناعه بالتَّخلِّي عن فريقه القديم الذي لن يجعله أبدا يحقِّق حلمه ويشبع رغبته في أن يغدو أفضل لاعب بلابل في العالم. لكنَّ بطلنا الغرَّ قد أدرك أنَّ ما ارتكبه في تخلِّيه عن أصدقائه حماقة كبيرة، فقرَّر الانضمام من جديد إليهم حتَّى يواجهوا سويَّة جدَّه وبوركلوف ويمنعوهما من تحقيق رغبتهما الأثيمة في السَّيطرة على العالم، وهكذا، يصل تكاو كينومييا إلى البطولة النِّهائيَّة حيث يواجه يوري إيفانوف وينتصر عليه، محطِّما آمال كلٍّ من بوركلوف وسواشيرو، حاصدا ورفاقه لقب أبطال العالم للعبة البلابل...

### الجزء الثَّاني: Bakuten Shoot Beyblade 2002
الجزء الثَّاني من سلسلة بي بليد مختلف تماما عن سابقه، حيث انفصل أعضاء فريق BBA Team عن بعضهم البعض، فقد عاد ري إلى قريته الصَّغيرة بالصِّين، بينما توجَّه ماكس إلى الولايات المتحدة الأمريكية لمساعدة والدته في أبحاث البلابل، أمَّا كاي، فقد أُرسِل إلى مدرسة داخليَّة للأولاد، بيد أنَّ أعضاء الفريق قد انضمُّوا إلى بعضهم البعض من جديد عندما تعرَّضوا جميعا إلى هجمات من قبل فريق غامض يدعى سانت شيلدس، حيث هزم جميع أبطالنا باستثناء كاي الذي تعادل مع نظيره.
أبطالنا إذا اتَّحدوا مع بعضهم البعض بغية مواجهة عدوِّهم الجديد الذي تنحصر رغبته في الاستحواذ على البيت البيست الأربعة المقدَّسة. إثر ذلك، علم تكاو ورفاقه بوجود منظَّمة إجراميَّة تعرف تحت اسم تيم بسيكيك ترغب هي الأخرى في الاستيلاء على طاقات الأرواح المقدَّسة واستخدامها لأجل مصالحها الشِّرِّيرة، لكن، ولسوء حظِّ هؤلاء المساكين، فقد حقَّق فريق BBA Team النَّصر، رغم اضطرار تكاو إلى المكوث في المستشفى لبعض الوقت.
أمَّا أثناء البطولة العالميَّة الثَّانية التي أجريت باليابان، فقد وجد هذا الأخير نفسه مجبرا على التَّغلُّب على صديقه الجديد زيو زاڤارتالذي هو في أمسِّ الحاجة إلى البيت البيست الأربع المقدَّسة الخاصَّة بكلٍّ من أعضاء فريق Team BBA لكي يصير إنسانا مثلهم، حيث اتَّضح لنا أنَّ زيو لا يعدو أن يكون رجلا آليًا صمَّمه الدُّكتور زاڤارت حتَّى يعوِّضه عن ابنه الذي مات.
البطولة العالميَّة الثَّانية لم تستمرَّ سوى الحلقات الثَّماني الأخيرة من المسلسل، وتعتبر خلوًا من الأهمِّيَّة.

### الجزء الثَّالث: Bakuten Shoot Beyblade G-Revolution
يعدُّ الجزء الثَّالث والأخير من سلسلة بي بليد في نظر الجميع أفضل وأقوى الأجزاء على الإطلاق. وقد طالعتنا بدايته ببطلنا الصَّغير تكاو الذي أصبح يعلِّم الأطفال قواعد لعبة البلابل خلال العطلة الصَّيفيَّة، وبينما هو كذلك، يظهر لاعب جديد هو دايشي سامرڤي الذي يدعو تكاو إلى النِّزال، فلم يتورَّع هذا الأخير من الموافقة، لكنَّه يكتشف في خضمِّ ذلك أنَّ البيت البيست الخاصَّة باللَّاعب دايشي، ڤايا دراغون، تضارع تماما البيت البيست الخاصَّة به هو: سريو، كما هو الحال كذلك بالنِّسبة لهجماتها وتكتيكاتها في اللَّعب.
لم يمض كثير من الوقت حتَّى أعلن عن البطولة العالميَّة الثَّالثة، لكنَّ المفاجأة الكبرى تمثَّلت في إزماع كلٍّ من ماكس وري في الانفصال عن فريق BBA Team، وبالفعل، فقد انضمَّ ري إلى فريق وايت تايڤرس، بينما انضمَّ ماكس ثانية إلى فريق آل ستارز الذي تدرِّبه والدته.
Takao اعتقد أنَّ في إمكانه رفقة كلٍّ من كاي ودايشي تشكيل فريق جديد، لكنَّه صدم عندما علم أنَّ كاي هو الآخر انضمَّ إلى فريق ديموليشين بويز الذي ما عاد تحت الآن خاضعا لسلطة بوركلوف والذي غيَّر اسمه ليصير: نيو بورڤ.
بطلنا الصَّغير شعر بأنَّ الجميع قد خانوه، لكنَّه مع ذلك شكَّل فريقا جديدا أطلق عليه اسم: BBA Revolution.
وهكذا، خلال البطولة العالميَّة الثَّالثة، وجد Takao نفسه مجبرا على مواجهة رفاقه القدامى، كذلك فرق أخرى قويَّة جدًا ك: فـ-ديناستي وبارتيز باتيليين. ترى، من سيترشَّح للجولة النِّهائيَّة ؟ ومن سيكون الفائز ؟
قد لا يبدو ذلك جديرا بالأهمِّية عندما نكتشف بأنَّ مقرَّBeyblade Battle Association والمختصرة إلى BBA قد دمِّر بالكامل، ليشيَّد في مكانه مقرُّ Beyblade League، المعروفة باسم Beyblade Entertainment Global Association والمختصرة إلى BEGA.
تكاو، رفقة ري وماكس ودايشي قرَّروا أن يتَّحدوا سويَّة لكي يحطِّموا هذه العُصبة الآثمة التي يرأسها بوركلوف الذي لم يرتدع عن تحقيق حلمه في السَّيطرة على العالم، لكنَّ ما يزيد الطِّين بلَّة هو انضمام كاي إلى BEGA League، بيد أنَّ هذا الأخير سرعان ما انفصل عنهم لينضمَّ إلى أصدقائه الذين لن يتوانوا عن بذل قصارى جهدهم في قهر قوى الشَّرِّ، خصوصاتكاو الذي سيجد نفسه في النِّهاية أمام محارب BEGA الذي لا يقهر: بروكلين.

### ثالثا: الفيلم
Gekitoo!! Takao VS Daichi:Bakuten Shoot Beyblade The Movie :
تدور أحداث الفيلم بين كلا الجزئين الثَّاني والثَّالث من السِّلسلة، حيث يظهر أبطالنا بنفس ما ظهروا عليه في الجزء الثَّاني، كما تظهر شخصيَّة واحدة فقط من الجزء الثَّالث: دايشي. وقد ظهر فريق جديد لم يسبق له الظُّهور في كامل السِّلسلة، هو فريق شادوو بليدرز المتألِّف من لاعبين جدد هم: Steven وAshley كذلك Daniel بالإضافة إلى Henry.
إثر فوز تكاو بالدَّورة اليابانيَّة، نجد بأنَّ دايشي قد تسلَّل إلى داخل الملعب متحدِّيا بطلنا. وفي ذات الوقت، يكتشف البروفسور Tengai تحذيرا قديما من الأرواح المظلمة التي تقطن كهفا في جزيرة غريبة ومهجورة. وهكذا، عندما بدأ بلبل دايشي باللَّمعان خلال المعركة، باشرت الـBit-beast المظلمة التي تقطن ديمون ايلاند روك الاستيلاء على طلاب البروفسور، ويتَّضح لنا أنَّ فريق شادوو بليدرز يبحثون عن الـBit-beast الخاصَّة بـدايشي، كما أنَّ الرُّوح المقدَّسة المظلمة قد استولت على دايشي نفسه، قاصدة دمجها وضمَّها إلى الأربع الأرواح المقدَّسة التي لا تعدو أن تكون ذاتها الخاصَّة بأبطالنا.

## الممثلون
- فاطمة سعد
- أسيمة يوسف
- رأفت بازو
- آمنة عمر
- حنان شقير
- زكي كورديللو
- لمى هاشم
- سامر رضوان
و
- يحيى الكفري
- أنجي اليوسف
- بثينة شيا
- أمل عمران

## روابط خارجية
- بي بليد على موقع ANN manga (الإنجليزية)